# 查懋聲
查懋聲，JP（1942年7月2日—2020年11月6日），字碚生，籍貫浙江海寧，祖籍江西省婺源，查濟民之次子，曾任香港興業主席，任內大力推動愉景灣建設，故被媒體冠以「愉景灣之父」的美譽。
此外，查氏歷任中國人民政治協商會議全國委員會委員、香港海洋公園主席、香港國際主題樂園有限公司之前獨立非執行董事及亞洲電視前第二大股東。

## 生平

### 早年經歷
查懋聲於1942年在重慶市北碚出生，其時正值抗日戰爭期間，其父查濟民在岳父劉國鈞（大成紡織印染公司東主）引薦下，擔任遷移至重慶的大成染織廠廠長。在第二次國共內戰期間，查氏一家在1948年舉家遷移至香港居住，並創辦中國染廠及新界紗廠，成為香港紡織業的骨幹。
1954年，查懋聲於九龍塘學校（小學部）畢業，青年時期，查懋聲於15歲赴澳洲留學，18歲時轉到美國學習。中途，他曾應父親要求到尼日利亞管理紡織印染生意，在非洲創立「紡織王國」。及後，查懋聲返回美國俄勒岡州立大學完成自然科學學士學位，並在年僅二十餘歲時在加州開展房地產生意。

### 香港興業
1976年，其父有意發展大嶼山，並希望查懋聲能返港協助他的生意。因此，查懋聲利用他在美國多年的房地產經驗，於翌年返港加入家族生意發展愉景灣計劃。在他的主導下，愉景灣第一期於1980年開售時，僅用一日時間售罄全數單位。而他亦促使香港唯一私人興建的隧道愉景灣隧道於2000年通車，改善了愉景灣的對外交通。
在愉景灣之外，查氏亦積極將集團業務擴張至不同地域的國家，涵蓋金融、投資、電子和生物科技。他在矽谷等戰略要地設立辦事處，並與斯坦福大學、加州大學等著名學府的專家教授保持聯繫，顧問知識涵蓋物理、數學、金融、營銷、電子商務、計算機工程及基因工程。透過行業專家及積極融入當地社群，查氏成功令公司業務在不同地域發展。

### 其他業務
1997年至2000年間，查懋聲出任香港海洋公園主席一職。在任期間，香港的經濟環境及旅遊業因H5N1禽流感及亞洲金融風暴造成低迷，並出現失業率上升導致市民減少娛樂消費的現象，而來自東南亞及韓國的旅客亦因本國深受亞洲金融風暴影響，而減少赴港旅遊。因此，在查懋聲在任海洋公園主席的三年間，海洋公園面臨連續虧蝕，不論是收入及入場人次皆不如以往，結束過往十年持續錄得盈餘的狀況。
期間，海洋公園於1999年新設大熊貓園，展出由中央政府捐贈的兩隻大熊貓安安及佳佳。同年，水上樂園關閉。
2007年，他透過旗下的名力集團，以超過十億港元入股亞洲電視，並兼任當時的主席。翌年，他引入電訊盈科前副主席張永霖、城市電訊創辦人王維基出任亞視執行主席及行政總裁，希望救回長期虧蝕的亞視。其後，亞視因蔡衍明成為第二大股東，並因蔡衍明有意阻止查懋聲轉讓股權予王征而引發股權風波。查懋聲最終於2010年8月成功悉數將股權轉讓予王征而退出亞視。
2001年，查獲香港城市大學頒授榮譽社會科學博士學位。
2000年，查懋聲被診斷患有四期胰腺癌，並獲醫生告知即使接受化療和放療，一年內的生存機會只有15%。查懋聲在後來回憶時，指出他積極面對病魔的態度源於他年輕時在尼日利亞經商的經歷。他在尼日利亞目睹當地人物在醫療物資匱乏的環境下求存的決心，激發了他反思在良好醫療環境，及家人和朋友的支持下，理應積極對抗癌症。2020年11月6日，查懋聲因胰臟癌復發於加州舊金山病逝，享壽77歲。

## 事件
1979年7月21日，他在中環聯邦大廈26樓香港興業總部遇槍擊，腹部中兩槍，送院獲救。凶手是大白灣一間飯堂的伙食判頭，因香港興業接手承建愉景灣計劃，但其伙食合約不獲續約而感到不滿犯案。

## 曾任
- 興勝創建非執行主席[16][17]
- 鷹君資產管理（冠君）有限公司獨立非執行董事
- 新世界發展獨立非執行董事
- 冠君產業信託管理人[18]
- 香港海洋公園董事局主席